# Francisco Kraus Trujillo
Francisco Kraus Trujillo (Las Palmas de Gran Canaria, 21 de octubre de 1926-27 de febrero de 2016) fue un barítono español, hermano del tenor Alfredo Kraus.

## Biografía
Su padre fue Otto Kraus, nacido en Austria, de madre española. Francisco fue el primer hijo de la familia Kraus Trujillo. Pronto seguirían Alfredo, Enriqueta, Dolores (Lola) y Carmen. Su padre tocaba valses vieneses en el piano, y cantó arias y canciones de arte con una bella voz de barítono.

## Técnica vocal
Francisco Kraus y su hermano Alfredo comenzaron su entrenamiento vocal con María Suárez Fiol (nacida en Madrid, 1897 - murió en Las Palmas de Gran Canaria, en 1987). Las primeras canciones frente al público fueron en la casa de su maestra, donde organizaba conciertos. Empezó a cantar en el coro de la Escuela del Corazón de María e hizo una audición para solistas de la Sociedad Filarmónica de Las Palmas. Después de volver de Barcelona, Francisco se casó con su prometida, Enedina Kraus.
Estudió técnica vocal en Milán con la famosa maestra y soprano Mercedes Llopart. El legado de la señora Llopart fue una técnica exquisita y el conocimiento de producción de la voz que enseñó a sus alumnos Alfredo Kraus, Renata Scotto, Anna Moffo, Fiorenza Cossotto, Ivo Vinco, la soprano griega Elena Suliotis, la soprano venezolana Cecilia Núñez Albanese y Francisco Kraus. La voz de barítono Francisco tenía un amplio rango vocal, con un Sib, potentes notas ricas y brillantes, resonantes en la máscara.

## Su carrera
En diciembre de 1960, Francisco hizo su debut en el "Teatro Comunale Giuseppe Verdi" de Trieste con la ópera Jovánschina, de Músorgski, en el papel de "Boyardo Chakloviti", utilizando el nombre artístico de Franco di Marco. Más tarde siguieron: "Enrico" de Lucia di Lammermoor, "Valentín" de la ópera Fausto, y "Germont" de La Traviata. Regresó a España, con los "Festivales de España" en La Coruña. Hizo su debut en el "Teatro de la Zarzuela" en Madrid con la Compañía Lírica Nacional con gran éxito. Con esta misma compañía, hizo una gira por España con idénticos resultados.
En 1962 formó su propia compañía y fue de gira por España durante cuatro años, cantando zarzuela: La bruja, La tabernera del puerto, Katiuska, El huésped del sevillano, La calesera, La rosa del azafrán, La del Soto del Parral, y otras obras del repertorio, con artistas como Amparo Azcón, Celia Langa, Pilarín Álvarez, Rosa Gil, Fina Gessa, María Pastor, Eduardo Bermúdez, Enrique del Portal, José Luis Cancela y Andrés García Martí, bajo la batuta de la Terol Maestros y Mariano José de las Heras.
En Madrid, en junio de 1963, realizó varias representaciones de la ópera Marina, del compositor español Emilio Arrieta. Las representaciones tuvieron lugar en El Parque del Retiro, con su hermano Alfredo. En 1966 un contrato con la compañía de María Francisca Caballer y Agustín Lisbona lo llevó a Venezuela por una larga temporada que se llevó a cabo en el Teatro Nacional de Caracas. Luego regresó a las islas Canarias a dedicar más tiempo a asuntos familiares. Su descanso de la escena operística no era total, sin embargo, y en 1970 tomó parte en varias temporadas de zarzuela con la Compañía Isaac Albéniz de Juan José Seoane, cantando por toda España, islas incluidas.

### Cantante y maestro de canto
A finales de 1978, Kraus regresó a Venezuela para hacer una gira de conciertos y actuaciones en radio y televisión. Representó en el Teatro Municipal de Caracas, con la Opera Metropolitana de Caracas OMAC, la ópera Marina, con Alfredo Kraus, la soprano Cecilia Núñez Albanese y Cayito Aponte, con la Orquesta Filarmónica de Caracas. Unas series de conciertos en el Hogar Canario de Caracas y en el Teatro Nacional.
Su hermano Alfredo fue muy a menudo a la Opera de Caracas, el Teatro Municipal, con OMAC. Esta vez la estancia iba a durar nueve años desde que, aparte de sus interpretaciones, a Kraus se le ofreció la cátedra de profesor de técnica vocal en la Escuela Superior de Música José Ángel Lamas en Caracas y también en la Escuela de Música Prudencio Esaa.
Su labor como profesor se desarrolló activamente y algunos de sus alumnos han sido: Amelia Salazar, mezzosoprano; Natacha Valladares, Marisol Gil, Miriam Willians, Rosaura Longa y María Luisa Cabrera, sopranos. La jazzista Biella Da Costa y los jóvenes cantantes Fanny Arjona -soprano y actriz de destacada trayectoria, invitada de los diversos montajes del Teatro Teresa Carreño, el tenor Alfredo Olarte, quien es profesor de técnica vocal en la ciudad de Minneapolis, USA, el tenor Carlos Godoy, profesor y vocal entrenador en Colombia. En 1987, regresó a España para enseñar técnica vocal en el conservatorio de El Gran Teatro del Liceu en Barcelona, donde enseñó hasta su jubilación.

## Jubilación
Su última actuación pública tuvo lugar en Las Palmas de Gran Canaria en 1996. Se le concedió la Medalla de Oro de la Ciudad. En julio de 2000, Kraus y su esposa Enedina decidieron establecerse de manera permanente en la ciudad en que nació. En noviembre de 2000, Francisco Kraus recibió el homenaje de las Islas Canarias "Amigos de la Zarzuela", en el que recibió una placa en reconocimiento a su larga carrera.

## Grabaciones
- 1958, La tempestad.
- 1963, Marina. Ed.: Carillón del vídeo. Marina 1974 Teatro Municipal de Caracas. OMAC.

## Selección de zarzuelas
- El cantar del arriero.
- La calesera.
- El caserío.
- El huésped del sevillano.
- La parranda.
- La canción del olvido.
- Molinos de viento.
- Los gavilanes.
- La del soto del Parral. Ed.: Belter (1973). Película para televisión, alemán de televisión ZDF Reiselust. "Gran Canaria".

- María Suárez Fiol (Spanish)Las Palmas city Hall Ayuntamiento de Las Palmas. Tribute to Opera singers Archivado el 15 de julio de 2011 en Wayback Machine..

- https://www.webcitation.org/query?id=1256538424552035&url=www.geocities.com/mcvr1234/krausf.htm

- Antología de la Ópera en Caracas, fotógrafo Gilberto Noguera. Caracas, Venezuela.

- Escuela de Música Prudencio Esaa. Founded in 1970 Maestro Innocente Carreño Address:: Calle 1, Quinta Caniza Urb.: Montalbán Caracas, Venezuela.

- Escuela Superior de Música J.A.Lamas Av.Urdaneta, Caracas, Dtto.Federal, Venezuela.

- Historia de la Zarzuela. Spanish Operetta.

- Composerstitles,history Zarzuela in Spain Composers titles, history.